# Combat School
Combat School è un videogioco arcade sull'addestramento reclute pubblicato nel 1987 dalla Konami, poi convertito per i computer Amstrad CPC, Commodore 64 e ZX Spectrum dalla Ocean Software e per MS-DOS dalla Konami. Le edizioni nordamericane (arcade, Commodore 64, MS-DOS) sono intitolate Boot Camp. Sul retro delle confezioni americane vengono mostrate schermate di una dichiarata versione Amiga, che però non risulta mai uscita.
Si impersona una recluta degli United States Marine Corps che deve superare una serie di prove d'azione con meccaniche di gioco differenti.
In quegli anni la Konami aveva avuto successo con i suoi giochi sportivi multievento della serie Track & Field, e Combat School ne riprese molti concetti, spostandoli in una nuova ambientazione militare.

## Modalità di gioco
Si affrontano otto livelli corrispondenti a sette diverse prove di addestramento per essere promossi marine, e una missione operativa come ultimo livello.
Nell'addestramento si può giocare anche in multigiocatore a due in simultanea. Alcune prove, anche quando si è in singolo, includono comunque una seconda recluta controllata dal computer (non sempre nelle conversioni). Fa eccezione la versione Amstrad CPC che è priva del multigiocatore simultaneo (eccetto la quinta prova), consentendolo invece alternato.
Gli eventi di addestramento richiedono il raggiungimento dell'obiettivo entro un tempo limite, altrimenti è game over. Se le prestazioni vanno oltre l'obiettivo, si ricevono in proporzione secondi bonus per il livello successivo. Se l'obiettivo è stato mancato per poco, si può andare avanti ugualmente se si riesce a superare un minigioco, nel quale la recluta deve fare una serie di trazioni alla sbarra, basate unicamente sullo smanettamento.
Il primo modello del gioco arcade ha il controllo tramite trackball e in alcune prove richiede di far girare la sfera molto velocemente per aumentare lo sforzo del personaggio (c'era il rischio di pizzicarsi la pelle della mano ai lati alla sfera). In seguito è uscita anche una versione del cabinato con il classico controllo tramite joystick, che fa uso invece dello smanettamento, caratteristico anche delle conversioni domestiche.
Gli otto livelli sono i seguenti (i titoli sono quelli usati a video nell'arcade):
1. Obstacle course: si corre lungo un percorso lineare a scorrimento orizzontale, a schermo diviso per due reclute. Si prende velocità con lo smanettamento/trackball e si devono saltare vari muretti di diverse altezze, nonché affrontare a un certo punto una scala orizzontale a braccia.
2. Firing range I: uno sparatutto da una postazione di mitragliatrice fissa. Si controlla un mirino e si devono colpire file di bersagli che spuntano dal terreno. Gli eventuali due giocatori umani hanno due postazioni.
3. Iron-man race: una corsa campestre con vista dall'alto, a scorrimento verticale e a schermo diviso per due reclute. Si prende velocità con lo smanettamento/trackball, ci si può spostare anche di lato e saltare per evitare vari ostacoli come pozze, rocce e vegetazione che intralcia. Una parte del percorso è acquatica, da fare a nuoto o impadronendosi di una canoa.
4. Firing range II: uno sparatutto stavolta con una mitragliatrice mobile, che spara dritto in avanti mentre il personaggio si sposta a destra e sinistra. Bisogna colpire piccoli carri armati automatici che attraversano lo spiazzo di fronte.
5. Arm wrestling: sfida a braccio di ferro tra le due reclute, basata solo sullo smanettamento/trackball. È un livello bonus per ricevere tempo extra; qui la sconfitta non causa game over.
6. Firing range III: sparatutto da postazione, simile al secondo livello. Il mirino si sposta solo in orizzontale perché le file di bersagli spuntano in posizioni fisse, ma in parte sono sagome da non colpire, altrimenti si ricevono penalità.
7. Fight with instructor: un picchiaduro bidimensionale contro il proprio istruttore, con una serie di mosse di calci e pugni. È ispirato all'analoga scena del celebre film Ufficiale e gentiluomo.[4]
8. Missione contro i terroristi che hanno preso un ostaggio nell'ambasciata americana. È un picchiaduro a scorrimento bidimensionale verso sinistra, combattendo a calci e salti contro uomini incappucciati armati di coltelli e Molotov, fino allo scontro con un boss finale.

Le edizioni Ocean originali includono anche un demo di Gryzor.

## Accoglienza
Combat School fu un successo in sala giochi, grazie soprattutto alla sua azione frenetica e immediata.
Le conversioni per home computer del celebre arcade erano attese dal pubblico e furono apprezzate dalla critica europea, con medie alte dei giudizi delle riviste e diversi voti anche dell'ordine di 9/10 per Commodore 64, ZX Spectrum, e leggermente meno per Amstrad CPC.
Non è nota invece una presenza significativa della versione MS-DOS sulla stampa.